# La Vraie-Croix
La Vraie-Croix (tiếng Breton: Langroez) là một xã ở tỉnh Morbihan vùng Bretage tây bắc Pháp. Xã này có diện tích 16,63 km², dân số năm 1999 là 1263 người. Khu vực này có độ cao từ 60-151 mét trên mực nước biển. Cư dân địa phương danh xưng trong tiếng Pháp là Langroëziens.

## Diễn biến dân số
| Năm | 1962 | 1968 | 1975 | 1982 | 2006 |
| --- | ---- | ---- | ---- | ---- | ---- |
| Dân số | 630  | 666  | 723  | 835  | 1263 |
| From the year 1968 on: No double counting—residents of multiple communes (e.g. students and military personnel) are counted only once. |      |      |      |      |      |

## Địa lý
Nằm trong nội địa, La Vraie-Croix là một lãnh thổ đồi núi với nhiều con đường. Làng gần vùng đồng bằng của Lanvaux, La Vraie-Croix cung cấp nhiều cảnh quan.
Thị trấn nằm giữa Elven (tây bắc) và Questembert (đông nam). Sulniac là một vài km về phía tây nam.